# Stanleya albescens
Stanleya albescens är en korsblommig växtart som beskrevs av Marcus Eugene Jones. Stanleya albescens ingår i släktet Stanleya och familjen korsblommiga växter. Inga underarter finns listade i Catalogue of Life.